# Pseudotrichonotus altivelis
Pseudotrichonotus altivelis is een straalvinnige vissensoort uit de familie van pseudotrichonoten (Pseudotrichonotidae). De wetenschappelijke naam van de soort is voor het eerst geldig gepubliceerd in 1975 door Yoshino & Araga.